# 恐怖小說

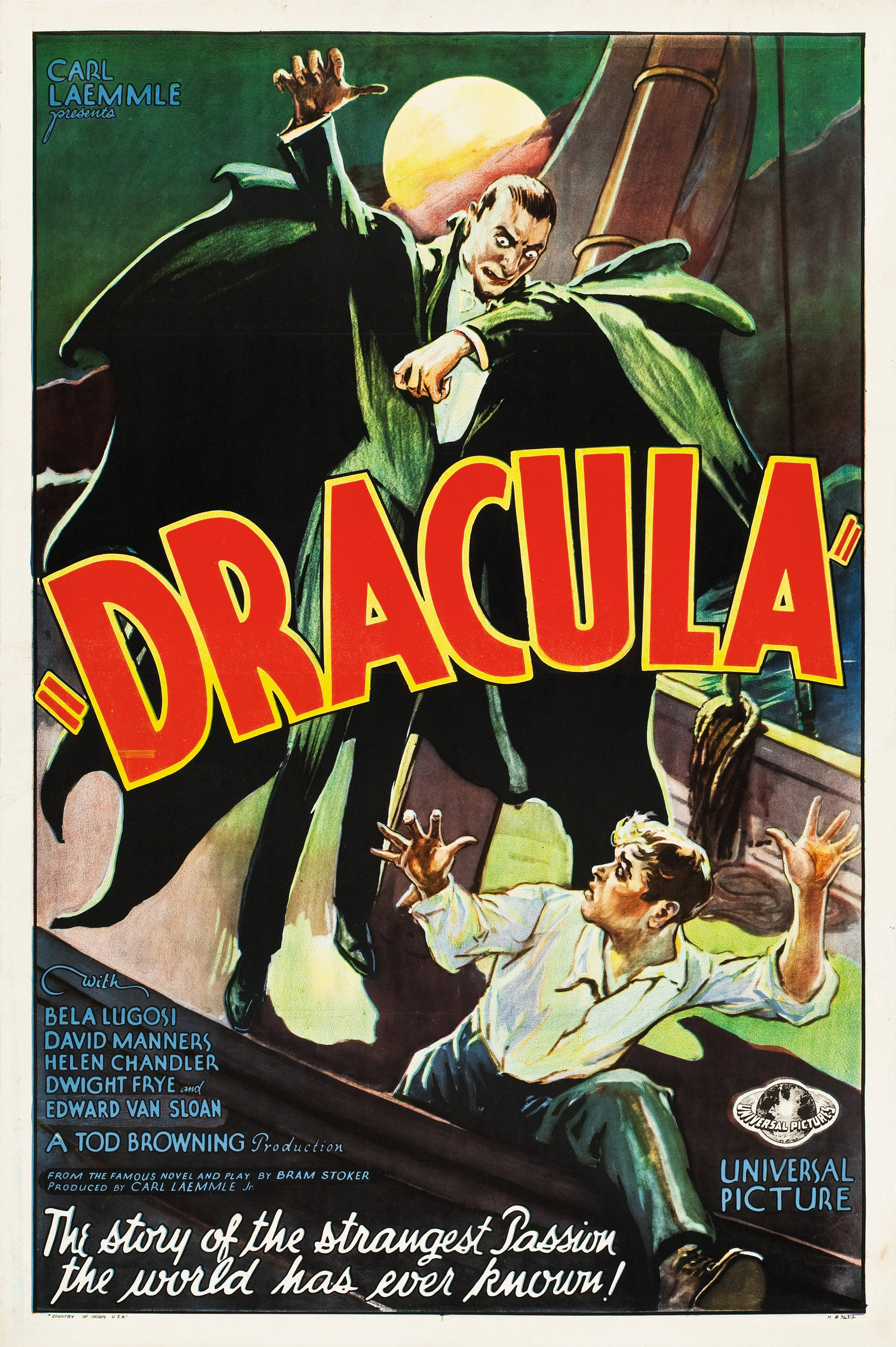
德古拉伯爵，一位從特蘭西瓦尼亞移民到英格蘭並以活人鮮血為食的吸血鬼，出現在《德古拉》（1931年）的海報上

恐怖小說（英語：horror fiction）是一種旨在擾亂、驚嚇或恐嚇觀眾的推想虛構作品，通常分為心理恐怖和超自然恐怖兩個子類型。文學史家J·A·卡登於1984年將恐怖故事定義為「一種長度不定的散文小說……它震撼甚至嚇唬讀者，或者可能引起厭惡或憎惡的感覺」。恐怖小說旨在為讀者營造一種詭異而可怕的氛圍。通常，恐怖小說的中心威脅可以被解讀為對社會更大恐懼的隱喻。

## 歷史

### 1000年以前

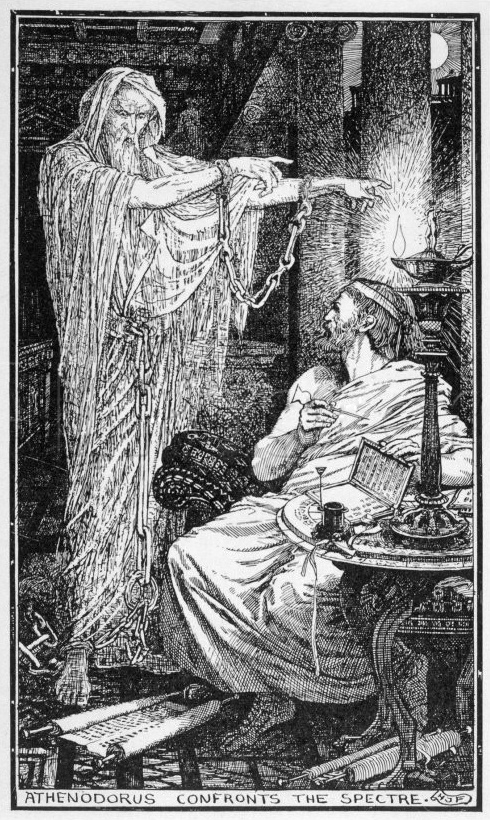
安德魯·朗格作品《阿特諾多羅斯·卡納尼蒂斯直面幽靈》插圖

恐怖文學體裁源遠流長，其根源可追溯至聚焦死亡、來世、邪惡、魔障及人格化本質的民間傳說與宗教傳統。這些元素體現於惡魔、女巫、吸血鬼、狼人與鬼魂等生物的故事中。部分早期歐洲恐怖小說創作源自古希臘人與古羅馬人。瑪麗·雪萊1818年著名小說《科學怪人》深受希波呂托斯故事影響——該角色被阿斯克勒庇俄斯從死亡中復活。欧里庇得斯據此創作劇本《希波呂托斯蒙面者》與《希波呂托斯》。普魯塔克《希臘羅馬名人傳》記載客蒙生平時，描述了一位在奇羅尼亞公共浴場遭謀殺的兇手達蒙的亡靈。
小普林尼（61年—約113年）記述了阿特諾多羅斯購入雅典一棟鬧鬼宅邸的故事。因房價異常低廉，雅典娜多洛斯心生警惕。當他撰寫哲學著作時，一名身纏鎖鏈的幽靈現身，最終消失於庭院。次日官員挖掘庭院，發現一座無名塚。
恐怖體裁元素亦見於聖經文本，尤以啟示錄為著。

### 1000年之後
由馬姆斯伯里的威廉所著的伯克利的巫婆被視為早期的恐怖故事。狼人故事在中世紀的法國文學中非常流行。瑪麗·德·法蘭西的十二首萊詩之一便是一個名為「比斯克拉維特」的狼人故事。

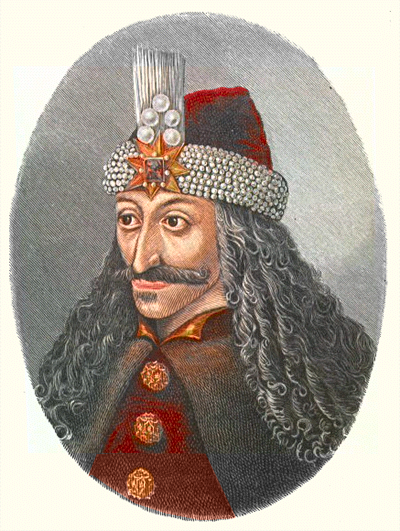
弗拉德三世，德古拉伯爵的靈感來源。

許多恐怖小說的靈感來自15世紀最殘忍的人物。德古拉可以追溯至瓦拉幾亞大公弗拉德三世，其所謂的戰爭罪行被發表在德語小冊子上。馬庫斯·艾勒（Markus Ayrer）於1499年出版的小冊子因其木刻版畫插圖而最為著名。據稱連環殺手吉爾·德·雷的暴行被視為「藍鬍子」的靈感來源。女性吸血鬼的主題最著名的來源是現實中的貴族兼殺人犯巴托里·伊莉莎白，這促進了18世紀恐怖小說的興起，例如圖羅齊·拉茲洛於1729年所著的《悲慘歷史》（匈牙利語：Trágica Historia）。

### 18世紀

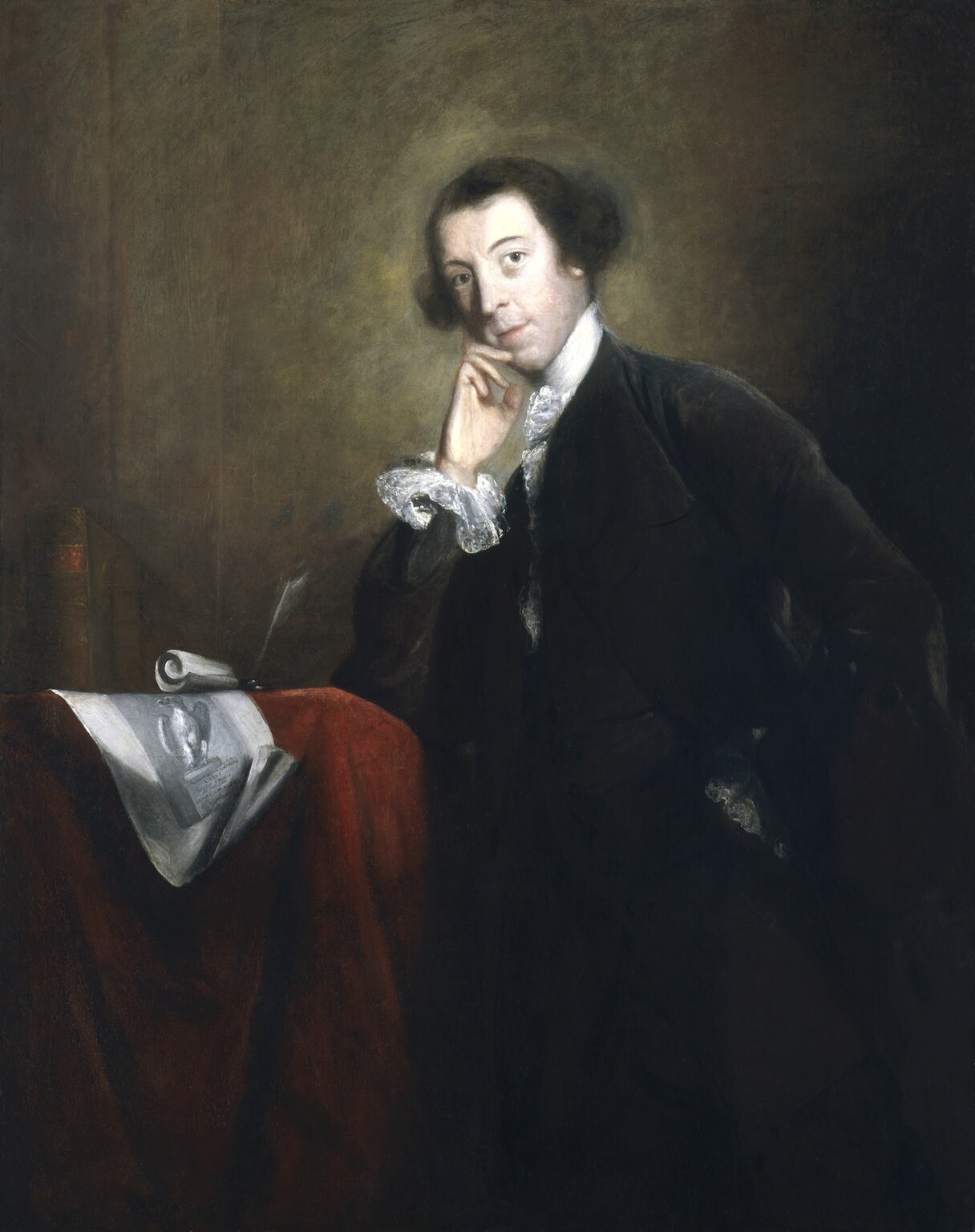
霍勒斯·沃波爾寫了第一部哥德小說《奧特朗托城堡》（1764年），開創了一種新的文學類型。

18世紀見證了浪漫主義和哥德恐怖體裁的逐步發展。它借鑒了中世紀後期的書面和物質遺產，並以霍勒斯·沃波爾1764年具有開創性和爭議性的小說《奧特蘭托堡》確立了其形式。事實上，第一版出版時偽裝成一部真實的中世紀意大利浪漫故事，由一位虛構的譯者發現並重新出版。被揭露為現代作品後，許多人認為它時代錯置、反動或品味低下，但它很快就受到了歡迎。
《奧特朗托堡》啟發了威廉·貝克福德的《瓦泰克》（1786年）、安·拉德克利夫的《西西里浪漫史》（1790年）、《烏多爾佛的奧秘》（1794年）、《意大利人》（1796年）以及馬修·格雷戈瑞·路易斯的《僧侶》（1797年）。這一時期的大量恐怖小說是由女性撰寫，並面向女性讀者市場，小說中的典型場景是一位機智的女性在陰森的城堡中受到威脅。

### 19世紀

理查德·羅斯威爾 (畫家)繪製的瑪麗·雪萊畫像

哥德小說在19世紀發展成為現代讀者所稱的恐怖文學類型。許多至今仍在小說與電影中迴響的經典作品與角色，皆起源於此時期，包括：格林兄弟的〈糖果屋〉（1812年）、瑪麗·雪萊的《科學怪人》（1818年）、約翰·波里道利的〈吸血鬼〉（1819年）、查爾斯·羅伯特·馬圖林的《漫遊者梅爾莫斯》（1820年）、華盛頓·歐文的〈沉睡谷傳奇〉（1820年）、珍·勞登的《木乃伊！二十二世紀的故事》（1827年）、維克多·雨果的《鐘樓怪人》（1831年）、托馬斯·佩克特·普雷斯特的《吸血鬼瓦尼》（1847年）、愛倫·坡的作品、謝里丹·勒·法努的作品、羅伯特·路易斯·史蒂文森的《化身博士》（1886年）、奧斯卡·王爾德的《道林·格雷的畫像》（1890年）、阿瑟·柯南·道爾的〈第249號標〉（1892年）、H·G·威爾斯的《隱形人》（1897年），以及布拉姆·斯托克的《德古拉》（1897年）。這些作品皆塑造出歷久不衰的恐怖意象，並在後世的書籍、舞台與銀幕上不斷被重新演繹。

### 20世紀
20世紀初期，大量廉價期刊湧現，帶動了恐怖文學的蓬勃發展。例如，加斯东·勒鲁在1910年將其作品《歌劇魅影》連載後出版成書。專注於為主流通俗雜誌（如《阿爾戈西》）撰寫恐怖小說的作家托德·羅賓斯，其作品常以瘋狂與殘酷為主題。在俄國，作家亞歷山大·別利亞耶夫透過其小說《陶威尔教授的头颅》（1925年）推廣這些主題，故事描述瘋狂醫生盜取屍體進行頭部移植與復活實驗，該作最初以雜誌連載形式發表，後改編為小說。此後，專業恐怖文學刊物相繼出現，其中以《詭麗幻譚》與《未知》最為著名。

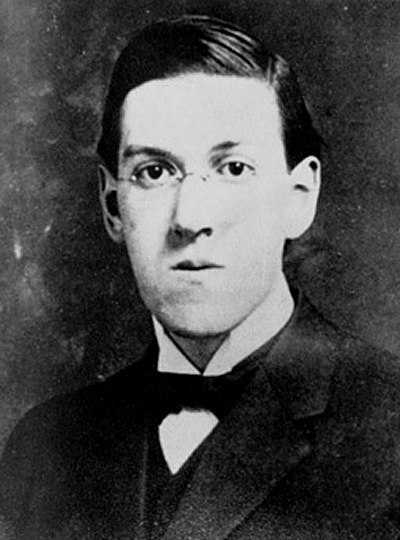
1915年的H·P·洛夫克拉夫特

20世紀初具影響力的恐怖作家在這些媒介中取得突破。尤以恐怖文學泰斗H·P·洛夫克拉夫特及其不朽的克蘇魯神話體系，徹底改造並推廣了洛夫克拉夫特式恐怖類型；而M·R·詹姆斯則被譽為重新定義了該時期的靈異故事。
早期電影從恐怖文學汲取靈感，開啟延續至今的恐怖電影傳統與子類型。在1960至1970年代砍殺電影與血腥電影常見的暴力畫面普及前，1950年代EC漫畫（尤以《地穴傳說》為代表）等漫畫滿足了讀者對電影無法呈現之恐怖意象的渴求。這些意象使漫畫備受爭議，屢遭審查。
1960年代末至1970年代初，三本小說的巨大商業成功——艾拉·萊文的《魔鬼怪嬰》（1967年）、威廉·彼得·布拉蒂的《驅魔人》以及湯姆·泰倫的《他人》——促使出版商開始大量發行其他恐怖小說，從而創造了一股「恐怖熱潮」。

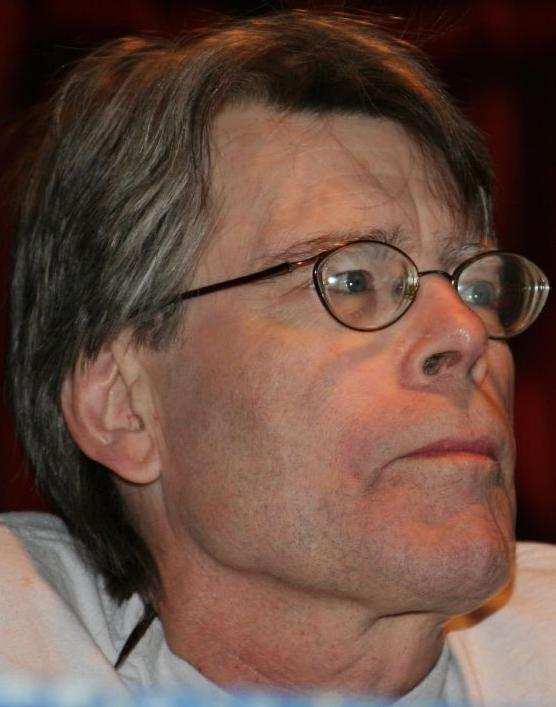
2007年的史蒂芬·金

20世紀後半葉最知名的恐怖小說作家之一是斯蒂芬·金，其代表作包括《魔女嘉莉》、《閃靈》、《牠》、《戰慄遊戲》以及數十部其他小說和約200篇短篇故事。從1970年代開始，金的故事吸引了大量讀者，並因此於2003年獲得美國國家圖書基金會的獎項。其他同期知名的恐怖作家包括安妮·莱斯、肖恩·哈特森、布萊恩·盧姆利、格雷厄姆·馬斯特頓、詹姆斯·赫伯特、迪安·雷·孔茨、理查德·萊蒙、克里夫·巴克、拉姆齊·坎貝爾、以及彼得·史超伯。

### 21世紀
近年，許多針對兒童與青少年的恐怖小說被推出，如R·L·斯坦的雞皮疙瘩系列或瑞克·楊西的《怪物解剖師》。此外，許多面向年輕觀眾的電影（尤其是動畫）會運用恐怖美學與慣例（例如《派拉諾曼：靈動小子》），這些可統稱為「兒童驚悚」。雖然兒童為何喜愛此類電影（看似違反直覺）尚未明確，但理論認為部分原因在於西洋穴怪對孩子的吸引力。與此相關的是，恐怖電視節目與電影對兒童的內化影響研究相當不足，尤其與影視暴力對青少年影響的研究相比。現有少量研究對此類媒體的影響力傾向無明確結論。

## 特徵
恐怖類型的一個定義性特徵是它會引發讀者的情感、心理或生理反應，使他們感到恐懼。H·P·洛夫克拉夫特關於這一類型最著名的名言之一是：「人類最古老、最強烈的情感是恐懼，而最古老、最強烈的恐懼是對未知的恐懼。」這段話出自他的開創性論文《文學中的超自然恐怖》。科幻歷史學家達雷爾·施韋策曾表示：「最簡單來說，恐怖故事就是嚇到我們的故事」，並且「真正的恐怖故事需要一種邪惡感，不一定是神學意義上的；但威脅必須是真正的威脅，足以摧毀生命，並與幸福對立。」
伊丽莎白·巴雷特·勃朗宁在她的論文〈厭惡的元素〉（Elements of Aversion）中闡述了現代世界中某些人對恐怖故事的需求：  
我們進化遺產中古老的「戰鬥或逃跑」反應曾經在每個人的生活中扮演重要角色。我們的祖先靠它生存與死亡。後來有人發明了「文明」這個迷人的遊戲，一切開始平靜下來。發展將荒野推離定居的土地。戰爭、犯罪和其他形式的社會暴力伴隨文明而來，人類開始互相捕食，但總的來說，日常生活平靜了下來。我們開始感到不安，覺得少了什麼：生活在邊緣的刺激，獵人與獵物之間的緊張關係。於是，我們在漫長的黑夜中互相講述故事。當火堆漸弱時，我們盡全力嚇唬彼此。腎上腺素的飆升感覺很好。我們的心跳加速，呼吸急促，可以想像自己處於邊緣。然而，我們也欣賞恐怖的深刻之處。有時故事意在震驚和厭惡，但最好的恐怖意在撼動我們的牢籠，讓我們擺脫自滿。它迫使我們思考，面對我們寧願忽略的想法，並挑戰各種先入之見。恐怖提醒我們，世界並不總是像看起來那樣安全，這鍛鍊了我們的心理肌肉，並提醒我們保持一點健康的警惕。
在某種意義上，類似於人們尋求雲霄飛車的受控刺激，現代讀者尋求恐怖與驚悚的感覺以獲得興奮感。然而，巴雷特補充說，恐怖小說是少數幾種迫使讀者面對他們「寧願忽略的想法和圖像，以挑戰各種先入之見」的藝術形式之一。
關於人們為何享受被嚇到的理論有很多。例如，「喜歡恐怖電影的人更可能在『經驗開放性』這一與智力和想像力相關的人格特質上得分較高。」
目前普遍接受的觀點是，《德古拉》中對吸血主義的恐怖描寫，是對維多利亞時代中壓抑的性慾的隱喻。但這僅僅是對德古拉隱喻的眾多解讀之一。朱迪斯·霍伯斯坦在他的論文《怪物技術：布拉姆·斯托克的德古拉》（Technologies of Monstrosity: Bram Stoker's Dracula）中提出了許多這樣的解讀。他寫道：
這些積滿灰塵且未使用的黃金、來自多國的硬幣和老舊未佩戴的珠寶，立即將德古拉與腐敗階級的舊錢財、某種國家掠奪行為以及貴族最惡劣的過度行為聯繫起來。

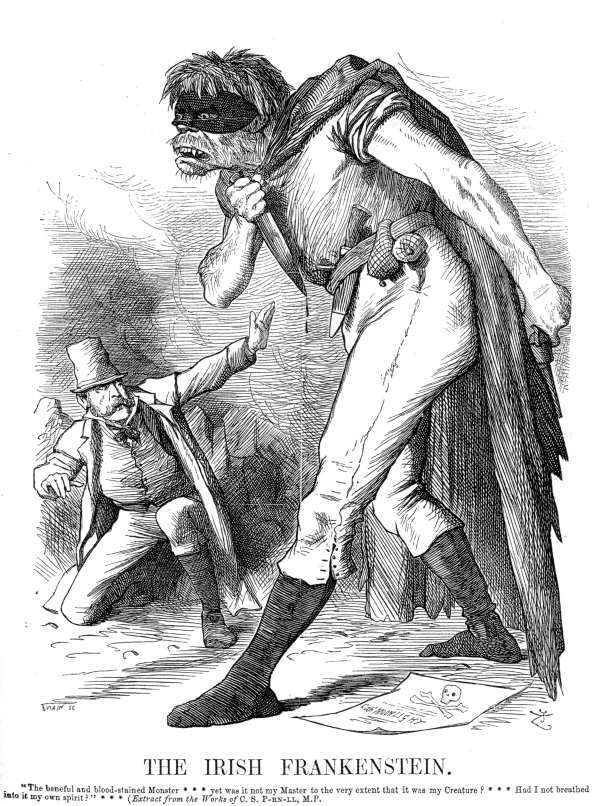
1882年《笨拙》雜誌中的插圖：一位英國社論漫畫家將愛爾蘭的芬尼亞比作科學怪人的怪物，此創作發生在鳳凰公園謀殺案之後。恐怖文學中的威脅性反派和怪物通常可以被視為社會恐懼的具體化隱喻。

哈伯斯坦闡述了一種觀點，認為德古拉體現了人們日益將貴族視為一種邪惡且過時、需要被擊敗的概念。一群跨國主角利用最新技術（例如電報）快速分享、整理並根據新信息採取行動，這正是消滅吸血鬼的關鍵。這僅僅是恐怖小說經典中一個核心人物的眾多隱喻解讀之一，因為在分析中引用了從宗教到反猶太主義的十幾種可能的隱喻。
諾埃爾·卡羅爾的《恐怖哲學》提出，現代恐怖小說中的「怪物」、反派或更廣泛的威脅必須具備兩個特徵，分別為具有威脅性的威脅——無論是身體上、心理上、社會上、道德上、精神上，或是上述幾種的組合，或是不純潔的威脅——違反普遍接受的文化分類標準。「我們認為那些在分類上矛盾的事物是不純潔的」。

## 學術研究與評論
1826年，哥特小說家安·拉德克利夫發表了一篇區分恐怖小說兩大元素的文章，即「恐怖」與「驚駭」。前者是事件發生前的恐懼感，後者則是事件發生後的厭惡或反感。拉德克利夫將「恐怖」描述為「擴展靈魂並喚醒感官至高度活躍」，而「驚駭」則是「凍結並幾乎摧毀它們」。  
現代恐怖小說的學術研究援引了多種來源。在對哥特小說的歷史研究中，德文德拉·瓦爾馬和S·L·瓦爾納多（S. L. Varnado）均提及神學家魯道夫·奧托，其「神聖」概念最初用於描述宗教體驗。
近期一項調查報告了恐怖媒體的使用頻率：  
為評估恐怖媒體的使用頻率，我們向受訪者提出以下問題：「過去一年中，您大約多常以恐怖媒體（例如恐怖文學、電影和電子遊戲）作為娛樂？」11.3%回答「從不」，7.5%「一次」，28.9%「幾次」，14.1%「每月一次」，20.8%「每月數次」，7.3%「每週一次」，10.2%「每週數次」。顯然，多數受訪者（81.3%）聲稱每年消費恐怖媒體數次或更頻繁。不出所料，喜好程度與使用頻率呈高度相關（r=0.79, p<0.0001）。

## 獎項與協會
恐怖小說的成就獲得了眾多獎項的認可。恐怖文學作家協會頒發的布莱姆·斯托克奖，以經典恐怖小說《德古拉》的作者布莱姆·斯托克命名。澳洲恐怖文學作家協會則每年頒發澳洲暗影獎。國際恐怖公會獎每年頒發給恐怖與黑暗奇幻作品，從1995年持續至2008年。雪莉·傑克遜獎是頒發給心理懸疑、恐怖與黑暗奇幻文學傑出成就的文學獎項。其他重要的恐怖文學獎項則包含在奇幻與科幻文學的綜合獎項中，例如奧瑞麗斯獎的子類別。

## 延伸閲讀
- Barron, Neil. . New York: Garland. 1990. ISBN 978-0824043476.
- Colavito, Jason. . Jefferson, NC: McFarland. 2008. ISBN 978-0786432738.
- Docherty, Brian. . New York: St. Martin's. 1990. ISBN 978-0333461297.
- Errickson, Will; Hendrix, Grady. . Philadelphia: Quirk Books. 2017. ISBN 9781594749810. OCLC 1003294393.
- Jones, Stephen; Newman, Kim (编). . New York: Carroll & Graf. 1998. ISBN 0786705523.
- King, Stephen. . New York: Everest House. 1981. ISBN 978-0896960763.
- Lovecraft, H. P. . Arkham House. 1927.
- Skal, David J. . New York: Norton. 1993. ISBN 978-0859652117.
- Sauchelli, Andrea. . American Philosophical Quarterly. 2014, 51 (1): 39–50. （原始内容存档于2021-05-17）.
- Wisker, Gina. . New York: Continuum. 2005. ISBN 978-0826415615.